# 小林重敬
小林 重敬（こばやし しげのり、1942年9月3日 - ）は、日本の都市計画家、都市計画学者。東京都市大学都市生活学部教授。工学博士。

## 略歴
東京都生まれ。東京大学工学部都市工学科卒業。同大学大学院博士課程修了。横浜国立大学大学院工学研究科教授などを経て、2008年、東京都市大学都市生活学部教授。
この間、国土交通省などの審議会に参加し、土地政策や都市政策、国土政策などの政策づくりに関わる。

## 著書
- 協議型まちづくり（編著）学芸出版社
- 都市と法（共著）岩波書店
- 地球環境と巨大都市（共著）岩波書店
- 安全と再生の都市づくり 学芸出版社
- 地方分権時代のまちづくり条例（編著）学芸出版社[3]

## 受賞・栄典
- 1971年 - 日本都市計画学会奨励賞
- 2023年4月 - 瑞宝中綬章[4][5]